# Colin Hay
Colin James Hay (Kilwinning, 29 giugno 1953) è un cantante, chitarrista e compositore britannico naturalizzato australiano, noto per essere stato membro della band Men at Work.
In seguito allo scioglimento dei Men at Work, dal 1987 Hay pubblica diversi album come solista, tra cui Looking for Jack (Columbia) e Wayfaring Sons (MCA Records).

## Biografia
Nato in Scozia, appena quattordicenne emigrò in Australia con la sua famiglia. Nel 1978, Hay incontrò Ron Strykert e con lui formò un duo di musica acustica.
Molto presto, Hay e Strykert, in seguito all'aggiunta di Jerry Speiser, John Rees and Greg Ham, divennero la band Men at Work. Hay è sposato con la cantante Cecilia Noel, che non di rado contribuisce come vocalist nei live del marito, spesso danzandogli selvaggiamente intorno.

## Serie televisive

### Scrubs
La carriera di Hay è stata sicuramente influenzata dalla collaborazione del musicista con la sitcom della NBC: Scrubs - Medici ai primi ferri.
La collaborazione tra l'artista e la serie televisiva inizia con il 24º episodio della prima serie, dove Beautiful World entra nella colonna sonora.
Ma Hay è stato anche protagonista di una delle scene più memorabili della serie, nella prima puntata della seconda stagione, dove compare di persona e, in un susseguirsi di scene sempre più surreali, segue il protagonista, J.D. (Zach Braff) per tutta la puntata suonando la chitarra, che verrà infine distrutta nell'ultima scena dal Dottor Cox. Inoltre la sua canzone I Just Don't Think I'll Ever Get Over You è entrata nella colonna sonora del film Garden State diretto, scritto e interpretato da Zach Braff, protagonista di Scrubs.

#### Altre collaborazioni conScrubs
- Episodio 2-01. J.D. è seguito in più scene dallo stesso Colin Hay che, chitarra alla mano, canta Overkill.
- Episodio 2-13. La puntata si chiude con lo staff che canta Waiting for My Real Life to Begin.
- Episodio 2-22. L'ultima puntata della seconda serie si conclude con My Brilliant Feat.
- Episodio 3-13. J.D. canta una parte del successo dei Men at Work Down Under.
- Episodio 6-21. La colonna sonora include la canzone di Hay Pure Love.
- Episodio 7-02. In una fantasia di J.D., Kim partorisce Hay con tanto di chitarra, che suona Down Under. La scena si conclude con J.D. che commenta "Mi chiedevo dove si fosse nascosto!"
- Episodio 8-18. Nella penultima fantasia di J.D., assieme a tutti coloro che hanno fatto parte della sua vita al Sacro Cuore compare anche Hay, che gli sorride.
- L'Episodio 4-17 includeva di nuovo Hay, che compariva sulla scena cantando una parte del tema di Cheers (Where Everybody Knows Your Name) ma la scena è stata tagliata in fase di montaggio.

### Altre serie
- Brani di Hay sono comparsi in alcuni episodi di What About Brain, sit com della ABC. L'episodio 1-02 contiene Waiting for My Real Life to Begin, l'episodio 2-03 Beautiful World, e l'episodio 2-04 infine Don't Wait Up. Tutti i brani sono inseriti a chiusura della puntata e sono tutti in versione acustica.
- Beautiful World è stata inserita in un episodio della serie della NBC Black Donnellys.
- Waiting For My Real Life To Begin è stata inserita anche come chiusura nell'ultimo episodio 2-13 della serie di A&E tv The Cleaner.
- Hay ha cantato la sua canzone Can't Take This Town nell'episodio A Complete New Set del The Larry Sanders Show.
- Nell’episodio 4 della seconda stagione della serie The Resident compare interpretando se stesso.

## Discografia

### Con i Men at Work

#### Album in studio
- 1981 - Business as Usual
- 1983 - Cargo
- 1985 - Two Hearts

#### Live
- 1998 - Brazil

### Solista
- 1987 - Looking for Jack
- 1990 - Wayfaring Sons
- 1992 - Peaks & Valleys
- 1994 - Topanga
- 1998 - Transcendental Highway
- 2001 - Going Somewhere
- 2002 - Company Of Strangers
- 2003 - Man @ Work
- 2007 - Are You Lookin' At Me?
- 2009 - American Sunshine
- 2011 - Gathering Mercury
- 2015 - Next Year People
- 2017 - Fierce Mercy
- 2021 - I Just Don't Know What to Do With Mysel

Nel dicembre del 2005 Hay e Heather Mills McCartney hanno reinciso My Brilliant Feat in tributo a George Best, calciatore morto il 25 novembre dello stesso anno. I ricavati sono stati donati alla Donor Family Network, per promuovere la donazione degli organi. Il video è disponibile su iTunes con un bonus video in tributo a Best.